# ウルグ・ムハンマド
ウルグ・ムハンマド（1405年 - 1445年、 ألوغ محمد）は、15世紀前半に活躍したジョチ・ウルスのハン。周辺諸勢力との抗争の中でクリミア（1419年）、サライ（1419年-1437年）、カザン（1438年-1445年）と何度か本拠地を変え、最終期にカザン・ハン国の創設者となったことで知られる。
名前は単に「ムハンマド・ハン」であるが、同時代に同名の君主が存在することから、「大（ウルグ）ムハンマド」の呼称で一般的に知られる。これに対し、「大ムハンマド」をサライから駆逐したもう一人のムハンマドは「小（クチュク）ムハンマド」として知られている。

## 概要

### 出自
ウルグ・ムハンマドの出自については諸説あるが、史料価値の高い系譜情報を載せる『高貴系譜』と『勝利の書なる選ばれたる諸史』はともにトクタミシュ・ハンの再従弟（祖父どうしが兄弟）であるとする。いずれの研究者の説をとるにせよ、ウルグ・ムハンマドがチンギス・カンの血統を継ぐ、トクタミシュ・ハンの近縁に当たるジョチ家王族であることは間違いない。

### サライ時代
「ウズベク州の君主」
トクタミシュ・ハンが中央アジアのティムールと対立して没落して以後、ジョチ・ウルスでは20年にわたって傀儡ハンを擁立するマングト部のエディゲと、トクタミシュとその遺児たちとの間で抗争が繰り広げられていた。1419年にエディゲとトクタミシュの子のカーディル・ベルディが相打ちの形でともに没したことで、両者に取って代わる形で台頭してきたのがウルグ・ムハンマドであった。1419年、カーディル・ベルディ配下の有力者であったコンギラト部族のハイダル・ベグはシリン部族のテクネと協議してトクタミシュと近縁のウルグ・ムハンマドを推戴することを決め、有力部族の支持を得たウルグ・ムハンマドは同年サライを奪取し、更に1419年にはハジタルハン（後のアストラハン）も支配下に置いた。以後、ウルグ・ムハンマドは20年近くに渡ってサライを保持することでジョチ・ウルスの正当なハンと見なされたが、その勢力は極めて限定的なものであって、一時的にサライから逐われることさえあった。ウルグ・ムハンマドのように、サライを抑えることでジョチ・ウルスの正当な後継者と認められながら、著しく支配領域を縮小させた勢力のことを当時の中料では「大オルダ」と呼称している。
ウルグ・ムハンマドの台頭と同時期に、東方の青帳ハン国で急速に勢力を拡大しつつあったのがバラク・ハンで、エディゲの子のマンスールの協力を得たバラク・ハンは1422年にウルグ・ムハンマドからサライを奪った。サライを失ったウルグ・ムハンマドはリトアニア大公国のヴィータウタスに援助を求め、1424年〜1425年にクリミア地方で再起したウルグ・ムハンマドは1426年にバラク・ハンからサライを再奪取した。カーディル・アリー・ベグの『集史』によると、バラクは同盟関係にあったマンスールを殺害したことでエディゲ一族の恨みを買い、マンスールの弟のカーディーとナウルーズはクチュク・ムハンマドを擁立し、バラクはクチュク・ムハンマド軍との抗争の中で戦死したという。
バラクの没落後、ジョチ・ウルス西部（白帳ハン国）ではサライに拠るウルグ・ムハンマドとハジタルハンに拠るクチュク・ムハンマドが覇を競ったが、クチュク・ムハンマドとエディゲの遺児たちが対立し、その一人ナウルーズがウルグ・ムハンマドの下に投降してきたことで形成は一時ウルグ・ムハンマドの側に傾いた。ところが、ウルグ・ムハンマドは新参のナウルーズを厚遇したことで旧来の家臣であるコンギラト部族のハイダル・ベグやシリン部族のテクネの離反を招き、両者はウルグ・ムハンマドを見限ってクリミア地方に赴き、そこでトクタミシュ・ハンの孫のサイイド・アフマドを擁立した。こうして、ジョチ・ウルス西部にはクリミア一帯を抑えるサイイド・アフマド、サライ一帯を抑えるウルグ・ムハンマド、ハジタルハンを抑えるクチュク・ムハンマドの3大勢力が鼎立する状態となったが、これらは後のクリミア・ハン国、大オルダ、アストラハン・ハン国の前身となった。
1433年から1436年にかけて続いたサイイド・アフマド、ウルグ・ムハンマド、クチュク・ムハンマドの「3竦み」は、マングト部のナウルーズがウルグ・ムハンマドを見限って再びクチュク・ムハンマドの下についたことで瓦解した。ナウルーズの勢力を失ったウルグ・ムハンマドはサイイド・アフマドとクチュク・ムハンマドに相継いで敗れたため、1437年には遂にサライを逐われ、3000人の配下を率いて北方のカザンに移住した。

### カザン時代
ヴォルガ河下流域のサライに比べ、更に上流域のカザンはモスクワにもほど近く、当時のモスクワ大公ヴァシーリー2世は当初これを武力でもって排除しようとした。1438年、ウルグ・ムハンマドが占領していたベリョーフの町を奪還すべく派遣されたモスクワ軍はベリョーフの戦いにて敗北し、翌1439年にはモスクワ近くまでウルグ・ムハンマド軍に迫られる事態に陥った。その後もウルグ・ムハンマドはモスクワ大公国との戦いを続け、1445年にはモスクワ大公ヴァシーリー2世を捕虜とすることに成功した（スーズダリの戦い）が、その後間もなく亡くなった。
ウルグ・ムハンマドの死後、その勢力は息子のマフムーデクに引き継がれて「カザン・ハン国」を形成した。一方、もう一人の息子のカースィムは後継者争いに巻き込まれてモスクワ大公国に亡命し、モスクワの後ろ盾を得て「カシモフ・ハン国」を建国した。こうして、ウルグ・ムハンマドの家系より2つのハン国が起こったが、両ハン国ではともに数代でウルグ・ムハンマドの家系が断絶してしまい、クチュク・ムハンマド家もしくは他のジョチ系王族が後を継ぐことになった。

## トカ・テムル王家
- ジョチ(Jöči ＞朮赤/zhúchì,جوچى خان/jūchī khān)
  - トカ・テムル(Toqa temür ＞توقا تیمور/tūqā tīmūr)
    - ウルン・テムル(Urung temür ＞اورنك تيمور/ūrunk tīmūr)
      - サルチャ(Sarča ＞اجيقی/sārīja)
        - コンチェク(Gönčeg ＞کونجه/kūnjīk)
          - トゥグルク・ホージャ(Tuγluq khwaja ＞تيمور خواجه/tughluq khwāja)
            - トイ・ホージャ(Toy khwaja ＞بادق/tūy khwāja)
              - トクタミシュ・ハン(Toqtamiš qan ＞توقتاميش خان/tūqtāmīsh khān)
                - ジャラールッディーン(Jalal al-Din qan ＞جلال الدین خان/jalāl al-dīn khān)

          - トゥリク・テムル(Tuliq temür ＞تيمور خواجه/tūlik tīmūr)
            - ジナ(J̌ina ＞جينه/jina)
              - ハサン(Ḥasan ＞حسن/ḥasan)
                - ウルグ・ムハンマド(Uluγ Muḥammad ＞ألوغ محمد/ulūgh muḥammad)
                  - マフムーデク(Maḥmūd ＞محمود/makhmūd,Мәхмүтәк)
                  - カースィム(Qāsim ＞قاسم/qāsim)